# VANDALIZE (アリス九號.のアルバム)
『VANDALIZE』（ヴァンダライズ）は、日本のヴィジュアル系バンド、アリス九號.の6作目のアルバムであり、3作目のフルアルバム。

## 概要
- 初回限定盤：CD＋DVD（「the beautiful name」music clip, making, 「TSUBASA.」のライヴ映像）
- 通常盤：初回限定盤と同収録内容CDのみ
- オリコンデイリーチャート初登場3位
- 将は夏のツアーを廻っていたとき、メンバーが自分たちの殻を打ち破ろうとしているのを感じて、構築のための破壊を感じさせるアルバムに仕上げたいと思ってタイトルを『VANDALIZE』にしたという[1]。
- 次の作品からは「Alice Nine」名義でリリースしている。

## 批評
『CDジャーナル』は「メロディアスで聴きやすい『the beautiful name』からタイトな『Kiss twice, Kiss me deadly』、メタリックな『Drella』とさまざまな顔を見せるが、かといってアルバムの統一感がないわけではなく、バンドとしてのスキルが上がってきた証拠だろう。」と批評した。

## 収録曲
CD
1. the beautiful name
2. 百花繚乱
3. RAINBOWS
4. Kiss twice, Kiss me deadly
5. CROSS GAME
6. 昴
7. www.
ヒロトの弁によると、「影響を受けた90年代のオルタナティブ・ロックをAlice Nineでやるのがテーマだった」という楽曲[3]。
8. Drella
9. MIRROR BALL [VANDALIZE EDITION]
10. イノセンス
11. Waterfall

- 全曲 作詞:将 作曲:アリス九號.
- 原曲 ヒロト:2・7・9・10  沙我:1・3・4・6・11  虎:5・8

DVD（初回限定盤）
1. 「the beautiful name」 music clip
2. making of 「the beautiful name」
3. TSUBASA. (2008.8.31 Live at NAKANO SUNPLAZA HALL)